# رده‌بندی مولر
رده بندی مولر (به انگلیسی: Muller's morphs) یک تقسیم بندی جدید در مورد انواع ژن‌ها و جهش‌های پیرامون آن‌ها بود که برای نخستین بار توسط هرمان جوزف مولر، برنده جایزه نوبل سال ۱۹۴۶ در رشته فیزیولوژی و پزشکی ابداع شد. ریشه این طبقه‌بندی بر اساس رفتار ژن‌ها (ارتباط بین ژن مورد نظر با ژن‌های استاندارد) در شرایط مختلف ژنتیکی تعیین می‌شود. این طبقه‌بندی هنوز هم کاربردی بوده و به‌طور گسترده در مبحث ژنتیک دروزوفیلا مورد استفاده واقع می‌شود. در این رده بندی، ژن‌ها به ۵ نوع تقسیم می‌شوند.

## از دست دادن عملکرد

### ژن‌های آمورف
ژن‌های آمورف در توصیف جهش‌هایی گفته می‌شود که سبب از دست رفتن کامل عملکرد یک ژن است. این فرایند از طریق اخلال شدید در زمان ترجمه یا جلوگیری از رونویسی انجام می‌پذیرد.

### ژن‌های هیپومورف
هیپومورف در توصیف عملکرد یک جهش است که باعث از دست دادن بخشی از ژن می‌شود. این گونه از زن‌ها کاهنده عملکرد ژن از طریق کاهش بیان ژن (پروتئین، RNA می‌شوند؛ در این گونه موارد، عملکرد ژن در موارد خاصی کاهش می‌یابد و نه به معنای توقف فرایند موارد.

## به دست آوردن عملکرد

### ژن‌های هایپرمورف
در ژن‌هایی که دچار جهش هایپر مورف شده‌اند، افزایش طبیعی عملکرد یک ژن مشاهده می‌شود.

### ژن‌های آنتی مورف
ژن‌های آنتی مورف درحقیقت به آن دسته از ژن‌ها گفته می‌شود که دچار جهشی در جهت ارتباط چیرگی صورت می‌گیرد. جهش‌های آنتی مورف با نام جهش‌های غالب منفی نیز شناخته می‌شوند.

### ژن‌های نئومورف
ژن‌های نئومورف دچار جهش‌هایی در جهت افزایش غالب بودن عملکرد یک ژن می‌شود؛ این متفاوت از عملکرد طبیعی یک ژن می ود و به عملکرد آن می افزاید.